# Dan Goggin
Dan Goggin (Alma, Michigan, 1943. május 31. –) amerikai író, zeneszerző és musicalek dalszerzője.

## Élete
Goggin énekesi karrierjét a Broadway Luther című produkciójában kezdte, amelyben Albert Finney volt a főszereplő. Ezután öt évig turnézott az Amerikai Egyesült Államokban egy folk duóban, a The Saxonsban, mielőtt elkezdte komponálni a zenét a Hark! off-Broadway musicalhez. A produkció után Goggin nemcsak a revük zenéjét kezdte megkomponálni, hanem dalszövegüket is megírta. Témái kortárs események, irányzatok, emberek.

## Főműve
A marywoodi Domonkos-rendnél eltöltött iskolai évei és a detroiti szemináriumi pozitív élettapasztalatok lendületet adtak egy sikeres apáca-motívumú képeslap-sorozat megtervezésének. 1984-ben Steve Hayes könyvszerzővel közösen kidolgozott egy kabarét, The Nunsense Story (Apáca-pác) címmel. Goggin átdolgozta a darabot, és 1986-ban újra maga rendezte meg a Nunsense-t. Ezért megkapta a legjobb Off-Broadway-musicalnek járó Outer Circle-díjat. Az 1960-as The Fantasticks musical után a Nunsense a második legsikeresebb Off-Broadway-előadás. Eddig több mint 5000 produkcióban adták elő, és 21 nyelvre fordították le világszerte. A németországi premierre 1989. augusztus 8-án a Kammerspiele Düsseldorfban, a  svájcira december 31-én a St. Gallen-i Pinceszínházban került sor.

## Egyéb művei
Goggin megírta a szövegkönyvet és a zenét az A One-Way Ticket To Broadway-hez és a Balancing Acthez, de ezek nem foghatók a Nunsense sikeréhez.
A folytatást Nunsense II: The Second Coming címmel, 1992. november 20-án mutatták be a Seven Angels Theatre-ben Waterbury CT-ben (német premier: 1994. november 22.), amely nem építhetett az első rész sikerére.
Nem tudta elengedni a témát, ezért a következő további munkákat készítette:
- Sister Amnesia's Country Western Nunsense Jamboree (premier: 1995. december 1.)
- Nuncrackers: The Nunsense Christmas Musical (premier: 1998. október 2.)
- Meshuggah-Nuns: Az ökumenikus apáca (premier: 2002. szeptember 6.)
- Nunsensations: The Nunsense Vegas Revue (premier: 2005. március 4.)
- Nunset Boulevard: The Nunsense Hollywood Bowl Show (premier: 2009. november 19.)
- Sister Robert Anne's Cabaret Class (premier: 2009. július 10.)

## Diszkográfia
- Nunsense, az eredeti szereplőkkel (New York), 1986
- Nunsense II, az eredeti szereplőkkel, 1993
- Nunsense Jamboree, az eredeti szereplőkkel, 1995
- Nuncrackers, az eredeti szereplőkkel, 1999
- Meshuggah-Nuns!, az eredeti szereplőkkel, 2002
- Nunsense A-Men!, az eredeti szereplőkkel, 2006
- Nunsensations!, az eredeti szereplőkkel, 2007
- Nunset Boulevard, az eredeti szereplőkkel, 2009
- Sister Robert Anne's Cabaret Class, az eredeti szereplőkkel, 2009

## Fordítás
- Ez a szócikk részben vagy egészben  a   Dan Goggin című német Wikipédia-szócikk ezen változatának fordításán alapul.  Az eredeti cikk szerkesztőit annak laptörténete sorolja fel. Ez a jelzés csupán a megfogalmazás eredetét és a szerzői jogokat jelzi, nem szolgál a cikkben szereplő információk forrásmegjelöléseként.